# Federalismo europeo
El federalismo europeo es un movimiento político y social que aboga por una estrecha coordinación entre los países europeos compartiendo sus soberanías nacionales y persiguiendo la creación de un Estado paneuropeo de modelo federal o confederal. Va ligado con el nacionalismo europeo y el paneuropeísmo. El federalismo europeo, en su forma moderna, empezó a gestarse a finales del siglo XIX, tomando fuerza hasta los años 1920, y después tuvo un período de decadencia (Gran Depresión y Segunda Guerra Mundial).
En septiembre de 1929, el presidente de Francia, Aristide Briand, hizo un discurso en el que afirmaba que Europa había de avanzar hacia un modelo federal. En 1941, mientras se encontraban presos en la isla de Ventotene por su oposición al régimen de Benito Mussolini, los políticos Altiero Spinelli y Ernesto Rossi, junto con el filósofo Eugenio Colorni, redactaron el Manifiesto de Ventotene «por una Europa libre y unida», que sentaría las bases para la fundación en 1946 de la Unión de Federalistas Europeos.
Actualmente, el Partido Verde Europeo, el Partido Demócrata Europeo y Liberales, Demócratas y Reformistas Europeos son partidos políticos paneuropeos. Dentro del Partido Socialista Europeo, al igual que pasa en el seno del Partido Popular Europeo, existen personalidades y grupos que a título individual pueden estar a favor de una Europa federal.

## Historia

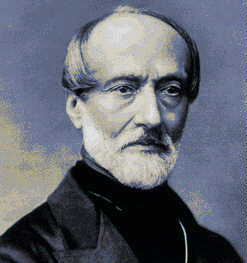
Giuseppe Mazzini (1805-1872), fundador de La Joven Europa (1834-1836).

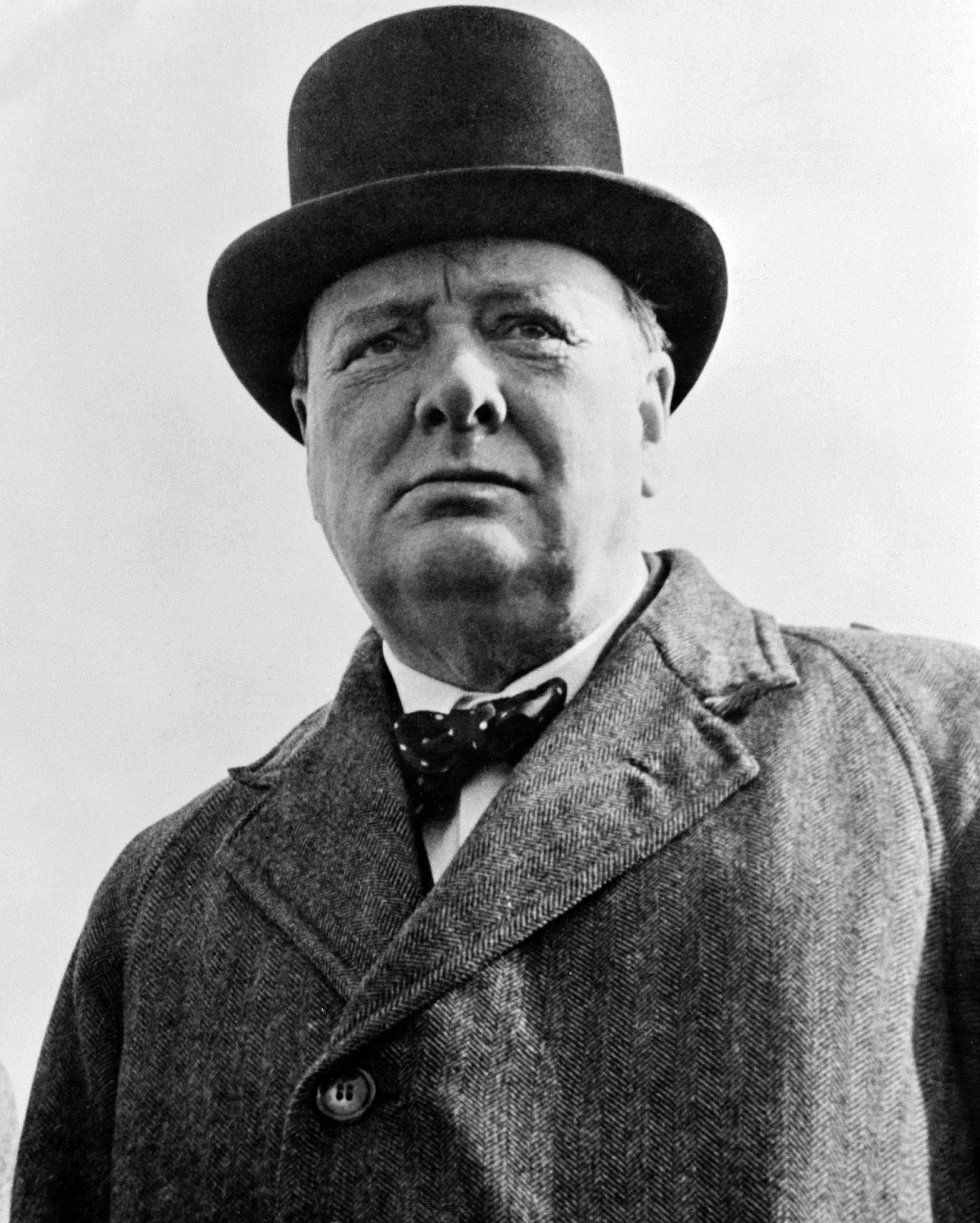
El ex primer ministro Británico Winston Churchill propuso la creación de los Estados Unidos de Europa.

### Antecedentes
Un primer antecedente del europeísmo se encuentra en la Reorganización de la sociedad europea (1814), una obra escrita por el socialista utópico francés Henri de Saint-Simon en colaboración con Augustin Thierry, en la que proponía la formación de una federación de los países europeos con la finalidad de hacer progresar las «artes de la paz», es decir, la ciencia y la industria, que para Saint-Simon eran los instrumentos del progreso económico y social. Un segundo antecedente fue la organización La Joven Europa, fundada en Berna en 1834 por el nacionalista italiano Giuseppe Mazzini siguiendo el modelo de La Joven Italia, creada por él tres años antes.
A finales del siglo XIX el francés Victor Hugo pronunció un discurso en la Asamblea Nacional en el que abogaba por una Europa unida, así como por la creación de los Estados Unidos de Europa. Sus contemporáneos no le hicieron caso, y creían que la rivalidad entre Francia y Alemania no acabaría nunca.

### Aristide Briand
Es en el período de entreguerras, cuando el movimiento federalista se fortalece, especialmente entre las élites. En 1923 Richard Coudenhove-Kalergi escribe Panaeuropa, un libro donde se apuesta por una Europa federal y democrática. Más tarde, en septiembre de 1929, se da un paso adelante, implicándose los políticos en el proyecto, que hasta el momento era defendido casi en exclusiva por el mundo de la cultura; este avance consistió en que Aristide Briand, el presidente del Consejo francés, diese un discurso en la Sociedad de Naciones en el que abogaba también por una federación europea de naciones.

Pienso que entre los pueblos que están geográficamente agrupados como los pueblos de Europa, debe existir una suerte de vínculo federal; estos pueblos deben en todo momento tener la posibilidad de entrar en contacto, de discutir sus intereses, de adoptar resoluciones comunes, de establecer entre ellos un lazo de solidaridad, que les permita, en los momentos que se estimen oportunos, hacer frente a las circunstancias graves, si es que estas surgen. (…) Evidentemente, la asociación tendrá efecto sobre todo en el dominio económico: esa es la cuestión que más presiona…
Aristide Briand

El discurso fue bien recibido por una parte importante de personalidades, entre las que se encontraban los miembros del gobierno alemán y economistas ingleses, como Keynes.Sin embargo, en cuestión de un mes, el panorama internacional se complicó de forma muy importante debido al Crac del 29 que provocó la Gran Depresión, la mayor crisis económica que ha vivido el sistema capitalista. A partir de este momento, la recuperación económica europea tras la Primera Guerra Mundial se vio anulada, y con ella el sueño federalista. Debido a la nueva situación se dieron las circunstancias que permitieron el ascenso de Adolf Hitler al poder en Alemania en 1933; seis años más tarde empezaría la Segunda Guerra Mundial con la invasión de Polonia.

### Manifiesto de Ventotene
En «La crisis de la civilización moderna», partiendo de la constatación de que la sociedad moderna se caracteriza por la afirmación de que existe la «igualdad de derechos de todas las naciones a constituirse en estados independientes», los autores imputan a dicha ideología la independencia nacional, el nacimiento del imperialismo capitalista y, en consecuencia, los estados totalitarios y las guerras mundiales.
Los redactores se concentraron enseguida en el proyecto europeo como tal. A pesar del fin de los Estados totalitarios, la ausencia de un consenso popular imprediría a los demócratas consolidar el régimen. Por ello, el manifiesto preconiza más audacia; la población inmadura y embriagada por su nueva libertad no puede estar dirigida más que por «jefes que la guien y sepan hacia donde van» a través de una «verdadera revolución política y social». Esta revolución empieza por una restauración del Estado nacional pero, sobre todo, por una «abolición definitiva de la división de Europa en Estados nacionales soberanos». Queda claramente explicado que a la garantía del Derecho internacional se debe añadir una fuerza internacional. En este sentido, el manifiesto es innovador dado que dicha fuerza nunca fue considerada necesaria en el pasado, todo lo contrario, el principio de no intervención era común a todos los Estados, principio rechazado por el manifiesto.

### Unión de Federalistas Europeos
Después de las dos conferencias en septiembre de 1946 en Hertenstein (Suiza) y, en octubre del mismo año, en Luxemburgo, los federalistas deciden fundar la Unión Europea de Federalistas, para después crear la UEF (la Unión de Europeos Federalistas) en diciembre de 1976 en París.
Esta organización agrupa varias iniciativas salidas de la resistencia, teniendo por objetivo el de crear una federación europea, especialmente el Movimiento Federalistas Europeo creado al día siguiente de la caída de Mussolini en Milán, del 27 al 29 de agosto de 1943, con el impulso de Altiero Spinelli. El comité francés para la federación europea creada en Lyon por miembros del grupo “Franco-tiradores” en junio de 1944.
El congreso constitutivo tuvo lugar en Montreux (Suiza) del 27 al 31 de agosto de 1947. Las mociones adoptadas definen los principios del federalismo al cual se adhieren la organización y sus objetivos de unificación europea. Entre sus primeros animadores se encontraron Alexandre Marc, Denis de Rougement, Altiero Spinelli y Henri Frenay.
La asociación se implicó en la campaña a favor de la Comunidad Europea de Defensa, que fracasó en 1954.

### Situación actual
El 12 de septiembre de 2012, el entonces presidente de la Comisión Europea José Manuel Durão Barroso realizó durante su discurso sobre el estado de la Unión Europea un llamamiento para la creación de una federación de Estados nación en Europa. No a modo de un superestado, sino de una federación democrática en la que se comparta soberanía para que la ciudadanía pueda ejercer un mayor control. La federación europea, es según Durão Barroso, el horizonte político de la Unión Europea.

#### Unión Europea
El Consejo Europeo abordará las reformas internas en sus próximas reuniones con vistas a adoptar, a más tardar en el verano de 2024, unas conclusiones sobre una hoja de ruta de los futuros trabajos.
Comunicado de prensa de diciembre de 2023.

La Conferencia sobre el Futuro de Europa fue un foro de debate y reflexión celebrado entre 2021 y 2022 donde la ciudadanía europea y diversas organizaciones no gubernamentales (ONG) aportaron ideas y opiniones sobre el porvenir institucional de la Unión Europea (UE). Se trató de una iniciativa conjunta del Parlamento Europeo, el Consejo de la Unión y la Comisión Europea, que han dado seguimiento —en sus respectivos ámbitos de competencia— a las recomendaciones formuladas durante el proceso. La Conferencia alcanzó unas conclusiones y aportó sus orientaciones en mayo de 2022.
En 2020, la idea de Emmanuel Macron para una “Conferencia de Reforma” fue adoptada por la Comisión y el Parlamento Europeo. Aunque inicialmente la conferencia debía comenzar ese año, su puesta en marcha fue aplazada como resultado de la pandemia de COVID-19, por lo que su inauguración en Estrasburgo, tuvo lugar el 9 de mayo de 2021. Adicionalmente, un impulso determinante llegó a finales de ese año cuando el gobierno Scholz de Alemania afirmó que se basaría en la conferencia como punto de partida para reformar la UE. Según esta iniciativa, la conferencia debería conducir a un proceso constitucional y, en última instancia, a un Estado federal europeo.

## Partidos políticos europeos de ideología federalista

### Partido Demócrata Europeo
El PDE fue creado el 14 de abril de 2004 por François Bayrou y Francesco Rutelli (que son los 2 copresidentes) y fundado oficialmente el 9 de diciembre de 2004 en Bruselas bajo la presidencia de honor de Romano Prodi.
Diez partidos políticos de diferentes zonas de Europa se reunieron
el 9 de mayo de 2004 en la sede de la UDF en París para celebrar el Día de Europa y para sentar las bases para la creación de un nuevo partido político europeo de tendencia federalista. Estos partidos eran de centro-derecha y de centro-izquierda y de zonas como Italia, Letonia, la República Checa, Polonia, Bélgica y España.
Algunos de los interventores que habían participado en la creación del Partido Popular Europeo, que reúne a los partidos demócrata cristianos y conservadores en el Parlamento Europeo, lamentaron que este haya aceptado en su formación a corrientes soberanistas y nacionalistas (fundado en 1976, recogía la creación de una federación europea, referencias que fueron eliminadas en 2001, a propuesta de Jacques Chirac).

Falta una gran corriente política que no sea ni conservadora ni socialista y que lleve el ideal europeo (...) Es el gran movimiento político demócrata que decidimos construir juntos (...) Se trataría de un gran partido demócrata, que quiera la unión bajo el control y con la participación de los ciudadanos.

### Partido Verde Europeo
Dentro del Partido Verde Europeo hay diversos políticos federalistas, entre ellos destacan Daniel Cohn-Bendit o Joschka Fischer. El partido recoge de manera implícita los postulados del federalismo.

## Activismo
Hay asociaciones y ONG cuyo objetivo es el difundir las ideas federalistas a través de Europa. Algunas de las más relevantes son la Unión de Federalistas Europeos, el Movimiento europeo o el Grupo Spinelli en honor a uno de los padres de la Unión Europea y federalista convencido, Altiero Spinelli. También personalidades europeas han mostrado su apoyo al federalismo europeo, como el filósofo Jurgen Habermas, el político francés y líder de las revueltas de mayo del 68, Daniel Cohn-Bendit, los políticos alemanes Elmar Brok y Martin Schulz o los políticos italianos Monica Frassoni, Emma Bonino y Marco Panella.

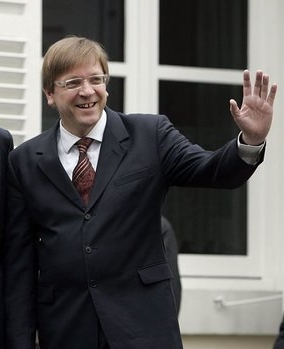
Guy Verhofstadt, expresidente belga y portavoz social liberal en el PE.

Guy Verhofstadt
Guy Verhofstadt, primer ministro belga, escribió el libro Verenigde Staten van Europa (Estados Unidos de Europa) en el que afirmaba, según los resultados de una encuesta del Eurobarómetro, que el ciudadano medio europeo quería más Europa. El libro fue presentado en noviembre de 2005, tras los resultados negativos del Referéndum de la Constitución Europea en Francia y los Países Bajos.

## El Nacionalismo europeo y el Paneuropeísmo
El nacionalismo europeo (también llamado europatriotismo o patriotismo europeo) es el nombre con el cual se define el movimiento político y la corriente de pensamiento basada en el europeísmo que quiere una Europa unida en un solo Estado. Con él está relacionado el paneuropeísmo y el federalismo europeo.
El paneuropeísmo, europeísmo o identidad paneuropea/europea, es el sentido de identificación personal con la Unión Europea y/o Europa, en un sentido cultural o político, así, su contraparte directa es el euroescepticismo. El concepto se discute en el contexto de la integración europea, históricamente en relación con propuestas hipotéticas, pero desde la formación de la Unión Europea en la década de 1990 cada vez más en relación con el proyecto de federalización cada vez mayor de la UE. Con él va relacionado el nacionalismo europeo y el federalismo europeo.  
El modelo de una unión "paneuropea" es el Imperio Carolingio, que unió a "Europa" en el sentido de la Cristiandad latina. 
La propuesta original para una Unión Paneuropea fue hecha en 1922 por Richard von Coudenhove-Kalergi. El término "paneuropeo" debe entenderse no como una referencia a la definición geográfica moderna del continente de Europa, sino en el sentido histórico de las partes occidentales de Europa continental que comparten la historia común de la Cristiandad latina, el Imperio Carolingio y los primeros tiempos modernos de los Habsburgo. Coudenhove-Kalergi vio al estado paneuropeo como una futura "quinta gran potencia", en oposición explícita a la Unión Soviética, "Asia", Gran Bretaña y los Estados Unidos (como tal, excluyendo explícitamente tanto a las islas británicas como a Europa del Este desde una noción de "paneuropeo").
Después de 1945, un proceso acelerado de integración europea culminó con la formación de la Unión Europea (UE) en 1993. En el período de 1995-2013, la UE se ha ampliado de 12 a 27 Estados miembros, mucho más allá de la zona prevista originalmente para el estado "paneuropeo" por Coudenhove- Kalergi (con la excepción de Suiza), sus Estados miembros que representan para una población de unos 448 millones (llegando a los 510 millones antes del Brexit), o dos tercios de la población de todo el continente. 
En la década de 1990 a 2000, hubo un movimiento activo hacia una federalización de la Unión Europea, con la introducción de símbolos e instituciones generalmente reservados para los estados soberanos, como la ciudadanía, una moneda única (utilizada por 20 de los 27 Estados), una bandera, himno y lema («In varietate concordia», "Unidos en la diversidad"). En 2004 se intentó introducir una Constitución europea, el cual no se ratificó ante la negativa de dos Estados; en cambio, el Tratado de Lisboa se firmó en 2007 con el fin de salvar algunas de las reformas que se habían previsto en la fallida Constitución. 
Un debate sobre la viabilidad y conveniencia de una "identidad paneuropea" o "identidad europea" ha tenido lugar en paralelo a este proceso de integración política. 